# José Bañón
José Bañón Gonzálvez, appelé plus couramment Bañón (né le 19 avril 1925 à Alicante et mort le 21 avril 1987), était un joueur et entraîneur de football espagnol, qui jouait au poste de gardien de but.
Il a passé la plupart de sa carrière dans le club de la capitale espagnole du Real Madrid CF avec qui il a joué plus de 100 matchs et inscrit 10 buts.

## Biographie

### Clubs
| Club           | Pays    | Période   |
| -------------- | ------- | --------- |
| Hércules CF    | Espagne | 1943      |
| Real Madrid CF | Espagne | 1943-1949 |

### Entraîneur
En 1952, il prend les rênes de l'Hércules CF pour une saison, les emmenant en Segunda División. Après, il entraîne en Tercera División, comme Orihuela Deportiva CF et Elche CF.

### Sélection internationale
Bañón est convoqué à onze reprises en équipe d'Espagne de football, mais il ne joue qu'un match lors d'une défaite 4-1 contre le Portugal le 26 janvier 1947. Il dispute les 48 premières minutes de ce match, avant d'être remplacé par Raimundo Pérez Lezama.

## Palmarès

### Club
| Titre                 | Club           | Pays    | Année |
| --------------------- | -------------- | ------- | ----- |
| Copa del Generalísimo | Real Madrid CF | Espagne | 1946  |
| Copa del Generalísimo | Real Madrid CF | Espagne | 1947  |

### Individuel
| Titre          | Année |
| -------------- | ----- |
| Trophée Zamora | 1946  |